# William Allen (seglare)
William Allen, född den 20 november 1947 i Minneapolis, Minnesota, är en amerikansk seglare.
Han tog OS-guld i soling i samband med de olympiska seglingstävlingarna 1972 i München.